# James C. Dobbin
James Cochran Dobbin (Fayetteville, 17 de janeiro de 1814 – Fayetteville, 4 de agosto de 1857) foi um advogado e político norte-americano do Partido Democrata oriundo do estado da Carolina do Norte.

## Biografia
Dobbin nasceu no dia 17 de janeiro de 1814 na cidade de Fayetteville, Carolina do Norte, filho de John Moore Dobbin e Anness Cochran. Seu avô paterno era um mercador bem sucedido, enquanto sua avô materno era um político e fazendeiro proeminente do Condado de Person. Dobbin estudou na Academia Fayetteville e depois na Escola Bingham em Hillsborough. Ele entrou aos catorze anos de idade na Universidade da Carolina do Norte em Chapel Hill, formando-se com grandes honras em 1832 e depois disso estudando direito com Robert Strange até 1835. Ele foi admitido na ordem no mesmo ano e começou a praticar sua advocacia em Fayetteville e vizinhanças.
Dobbin casou-se em 1838 com Louisa Holmes, com quem teve três filhos: Mary Louisa, James Jr. e John Holmes. Ele participava das políticas locais, porém sempre evitou se candidatar a cargos públicos até ser indicado pelo Partido Democrata, sem seu conhecimento prévio, como candidato distrital à Câmara dos Representantes dos Estados Unidos. Foi eleito em 1845 e serviu um mandato até 1847, recusando a reeleição. Pouco depois foi eleito para a Assembleia Legislativa estadual, realizando um grande discurso em 1848 defendendo o estabelecimento de hospícios. Seus esforços foram feitos à pedido de sua esposa, que morreu no mesmo ano, e foram creditados por ter salvo o projeto de lei que seu partido era contra.
Dobbin foi reeleito em 1850 e foi escolhido como presidente da Câmara dos Comuns. Dois anos depois foi o líder da delegação da Carolina do Norte na Convenção Nacional Democrata em Baltimore, Maryland. A convenção entrou em um impasse entre James Buchanan, Lewis Cass, Stephen A. Douglas e William L. Marcy como seu candidato à presidente na eleição de 1852, assim Dobbin nomeou o relativamente desconhecido Franklin Pierce, que acabou sendo o escolhido. Dobbin fez campanha por Pierce e foi reeleito para a legislatura estadual, sendo o principal candidato do estado a assumir uma vacância no Senado, porém membros insatisfeito do próprio partido impediram uma eleição.
Pierce foi eleito presidente e recompensou Dobbin por seus esforços na eleição ao nomeá-lo Secretário da Marinha dos Estados Unidos. Apesar de ter pouco conhecimento sobre assuntos marítimos, ele trabalhou incansavelmente e foi bem sucedido na realização de reformas em seu departamento. Seus relatórios e recomendações anuais defendiam a expansão e modernização da Marinha dos Estados Unidos por meio da construção de novos navios. Dobbin também tentou fazer a marinha ser mais vital e eficiente através de mais reformas, incluindo promoções por mérito em vez de senioridade  e o estabelecimento de um sistema de aposentadoria.
Dobbin permaneceu no cargo por todos os quatro anos do mandato presidencial de Pierce, período que acabou tendo um grande impacto negativo em sua saúde, que nunca tinha sido robusta. Ele acabou morrendo aos 43 anos de idade em 4 de agosto de 1857, apenas cinco meses depois de deixar o governo.